# رافائيل دا سيلفا فرانسيسكو
رافائيل دا سيلفا فرانسيسكو الشهير بـ رافينها . ولد في 4 أغسطس 1983

 في جوارولوس بالبرازيل. لاعب كرة قدم برازيلي لعب في نادي الشباب السعودي وقد لعب في السابق لصالح نادي ساو باولو البرازيلي.

## وصلات خارجية
- رافائيل دا سيلفا فرانسيسكو على موقع قاعدة بيانات كرة القدم.إي يو (الإنجليزية)
- رافائيل دا سيلفا فرانسيسكو على موقع Soccerway.com (الإنجليزية)
- رافائيل دا سيلفا فرانسيسكو على موقع عالم كرة القدم.نت (الإنجليزية)